# سيبة (منصب)
السِّيبَة أو المِنصب ثلاثي القوائم أو المَثفى مِحمل ذو ثلاثة أرجل، يُستخدم منصبًا لدعم الوزن والحفاظ على ثبات بعض الأشياء الأخريات. يوفر التصميم ثلاثي الأرجل (الوضع المثلث) ثباتًا جيدًا ضد أحمال الجاذبية بالإضافة إلى قوى القص الأفقية، ويمكن تحقيق رافعة أفضل لمقاومة الانقلاب بسبب القوى الجانبية عن طريق نشر الأرجل بعيدًا عن المركز العمودي. يُطلق على الاختلافات ذات الأرجل الواحدة والاثنتين والأربعة اسم مسند أحادي أو ثنائي و رباعي (على غرار المنضدة).

## التأثيل
سيبة تعني المَطْلَع، وفصيحها الأُدرُجَّة، وأصلها فارسي من سه أي ثلاثة وپا أي رِجل، فيكون معناه ذو ثلاثة أرجل.